# ميشيل إدواردز (منافسة ألعاب القوى)
ميشيل إدواردز (بالإنجليزية: Michelle Edwards)‏ هي منافسة ألعاب القوى بريطانية، ولدت في 24 فبراير 1969.